# Commissione delle costruzioni pubbliche del Consiglio nazionale (Svizzera)
La  Commissione delle costruzioni pubbliche del Consiglio nazionale CCP-N (in tedesco Kommission für öffentliche Bauten des Nationalrates KÖB-N, in francese Commissions des constructions publiques du Conseil national CCP-N, in romancio Cumissiuns per construcziuns publicas du Conseil national CCP-N) è stata una commissione tematica del Consiglio nazionale della Confederazione elvetica. Era composta da 13 membri, di cui un presidente e un vicepresidente. Fu istituita il 25 novembre 1991 e abolita il 5 dicembre 2011.

## Funzione
L'area di competenza della commissione erano gli edifici federali, con l'eccezione degli edifici militari e degli edifici di dominio dei Politecnici Federali.